# 寺師義信
寺師 義信（てらし よしのぶ、1882年（明治15年）12月20日 - 1964年（昭和39年）8月13日）は、日本の医師。陸軍軍医中将。日本初の衛生飛行機を作成したことで知られる。

## 略歴
1882年（明治15年）、士族の漢方医伊東楽之助の次男として鹿児島県日置郡日置村（現日置市日吉町日置）に生まれる。満５歳の時に同じく士族である寺師清の養子となり寺師家を継いだ。寺師家では医師が多数いたため義信も医師に成ることを望まれたが、義信は漢詩や文筆を好み小説家を志向していた。鹿児島一中に進み、在学時に森鷗外の『水沫集』の影響を受け地方新聞に小説の連載を持っていた。実父の楽之助から何としても医者になるよう命じられたため義信は思い悩んでいたが、一中の岩崎行親校長から「鴎外先生は
大文豪であると共に優れた医学者だ。君も一つそれに倣ってやってみてはどうか？同じ陸軍軍医学校長の椅子に座るよう努力すべし。」と戒められ、義信は決心して第七高等学校第三部を経て京都帝国大学医学部へと進み鴎外に倣って軍医を志願した。1910年（明治43年）に同校を卒業し陸軍見習医官となった。
1917年（大正6年）から飛行機による傷病兵の輸送についての研究を開始した。この頃、鴎外と初めて面会している。陸軍軍務局に着任すると義信は、航空医学研究並びに衛生飛行機の必要性を唱えた。鴎外の後押しもあり、1918年（大正7年）8月にフランス、イタリア等の欧州へ留学した。留学先のフランスではフランス軍の航空機による患者搬送の智見を得、イタリアではモンテローザ高層科学研究所で勤務し、「航空の血圧に及ぼす影響ならびに飛行者の筋覚」についての博士論文を仕上げた。1920年（大正9年）帰国し富士山頂に高層科学研究所を設立し更なる研究を続け、航空医学に関する70余りの論文を発表した。翌1921年（大正10年）に医学博士号を授与された。1924年（大正13年）、度重なる義信の上奏により、第一次世界大戦敗戦国のドイツから接収されたユンカースJF-６旅客機を用いた衛生飛行機の自費試作が陸軍航空本部技術部から命ぜられた。この機の改装は所沢陸軍飛行場で行われた。資金面から窮地に立たされたが山田一夫を名乗る人物や後藤新平により不足分が賄われ、1925年（大正14年）10月に日本初となる衛生飛行機（患者搬送専用機）を完成させた。衛生飛行機はその頃としては進歩的な金属製単葉機で、操縦席、副操縦席ならびに軍医と看護兵用の座席、軽傷者用座席3脚、ジュラルミンの寝台1基、応急用医療箱を設置していた。翌年、所沢から立川までの試験飛行が実施され、後藤新平を含む要人から称賛を浴び新聞の1面を飾った。
1931年（昭和6年）、義信はユンカース型が旧式となっていたため新たな衛生飛行機の作成を申し出、軍用飛行機を優先して作成すべしという反対意見を押し切り、ドイツ製大型旅客機ドルニエ・メルクール機の改造による衛生飛行機の作成に着手した。国民の寄付からなる学術奨励金により1932年（昭和7年）1月に大型衛生飛行機「愛国2号」を完成させた。「愛国2号」は軍医座席1脚、軽傷者用座席5脚、寝台2基、調剤室、薬品棚、輸血用材、酸素吸入装置、温湯飲料供給器、消毒用滅菌水タンク、便所などを備え、暖房設備、完全防音装置、汚物投下装置なども設置された。同年、「愛国2号」は満州事変中の満州の関東軍に送られ多くの負傷兵を奉天から内地まで運んだ。当機の優秀性が伝達されて衛生飛行機の需要が喚起され、中嶋製作所の小型衛生飛行機「愛国40号」の開発を促した。事変中の2年余りで7機の衛生飛行機が満州へ送られ、合計1,512名の傷病軍人を運んでいる。衛生飛行機は1940年（昭和15年）までに33機が作成された。
1933年（昭和8年）軍医監となる。1936年（昭和11年）の二・二六事件では部下の見習軍医3名が叛乱軍に連れ出された。義信は首謀者の安藤輝三大尉や栗原安秀中尉の元へ赴き見習軍医の返還を談判し2月29日に3名とも原隊に取り戻した。同年8月、陸軍軍医学校長に就任し、12月には陸軍軍医総監（1938年（昭和13年）陸軍軍医中将に改称）となった。1939年（昭和14年）退官し予備役編入された。1940年4月に勲一等旭日大綬章を受章した。同年、満州佳木斯の佳木斯医科大学へ校長として赴任し終戦間際に帰国した。戦後、馴染みのある所沢陸軍飛行場の近くの埼玉県武蔵町（現入間市）で開業し内科、小児科医となり日本医事新報へたびたび寄稿した。1964年（昭和39年）夏に体調を崩し2週間後の8月13日に没した。菩提寺は若くして亡くなった妻ヨ子が眠る小石川傳通院。

## 親族
- 弟 伊東茂光（教育者、弁護士）[6]
- 従弟 古垣鉄郎（ジャーナリスト、外交官）[7]

## 逸話

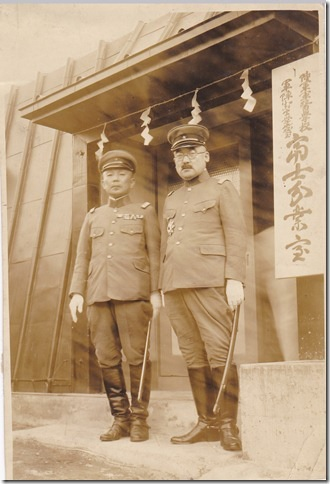
寺師義信と小泉親彦

- 学生時代の夏休みには自身の眉毛を剃り落として外出できないようにし、勉強せざるを得ない状況に自らを追い込んだという[2]。
- ユンカース機を衛生飛行機として試作する際の費用は700円が入用であったが、義信は300円しか持っていなかった。後藤新平が100円を寄付してくれたがまだ足りず、義信の妻ヨ子が密に装飾品や帯留めなどを売り「山田一夫」の名義で300円の為替を義信に寄付した。受け取りを拒否しようとする義信をヨ子が説得の上、為替を使用した。ヨ子は29歳で死去し、義信は残されたヨ子の日記からこれまでのいきさつを知り落涙した[2][4]。
- 前述のように二・二六事件に際しては反乱軍の本部へ訪れたが、これを見ていた憲兵から「寺師第一師団軍医部長は叛乱軍に内通している」と密告された。しかし川島義之陸相、小泉親彦医務局長とは気心が通じる間柄で義信の実直な人柄を認識していたので、歓談とともに流説として事なきを得た[2]。また小泉は義信が事故に遭った時も度々病院に駆けつけ、命を取り留めた義信を涙を流し気遣っている[2]。

### 註釈
1. ↑  第七高等学校及び京都帝国大学の同期には衛生学者の戸田正三がおり、親友であった[2]。
2. ↑  陸軍軍医学校長となる夢が叶った義信は「鴎外先生の御肖像を日々拝して千万無量の感に打たれた。」と思いを記述している[2]。
3. ↑  終戦間際の混乱期に引き揚げた義信は佳木斯医科大学の全卒業生には医師免許証が渡るよう、また在校生の医師志望者に対しては日本各地の医科大学に編入できるよう奔走した[2]。